# Harry Stafford
Harry Stafford (ur. 1869 lub 1870 w Crewe, zm. 1940 w Ottawie) – angielski piłkarz, występujący na pozycji obrońcy, przez wiele lat związany z klubem piłkarskim Manchester United.
Jako młody człowiek pracował jako kotlarz, a w wolnych chwilach grał z kolegami w piłkę w drużynie Southport Central. Jego talent sprawił, że w 1892 roku podpisał kontrakt z klubem Crewe Alexandra. W roku 1895 podjął pracę w Lancashire and Yorkshire Railway, w związku z czym dołączył do należącej do tego przedsiębiorstwa drużyny Newton Heath L&YR. Stafford został mianowany kapitanem zespołu i stał się jego najważniejszym zawodnikiem. W barwach tego klubu strzelił również jedynego gola w swej karierze - 5 stycznia 1901 roku w meczu Pucharu Anglii z Portsmouth F.C..
Kiedy drużyna w 1902 r. popadła w poważne kłopoty finansowe, Harry wraz z kolegami zaangażowali się w zbiórkę pieniędzy i szukanie sponsorów. Przypadek sprawił, że do "pomocy" zaangażowali również psa Harry'ego - bernardyna, a ten uciekł i trafił do domu Johna Henry Daviesa - lokalnego biznesmena, właściciela browaru. Kiedy Harry odnalazł swojego ulubieńca, panowie zaprzyjaźnili się, a John Davies podjął decyzję o przeznaczeniu znacznych środków finansowych na ratowanie klubu. Tak narodził się Manchester United.
Stafford wraz z Daviesem zostali dyrektorami Manchester United, przy czym Harry nadal aktywnie grał, aż do 7 marca 1903r. Na koniec sezonu 1902-1903 władze klubu - Stafford i ówczesny menedżer MU James West, zostały zawieszone przez angielską federację piłki nożnej, za dokonywanie nielegalnych wypłat dla zawodników.
Harry wycofał się z działalności w klubie i zmienił branżę na hotelarską - prowadził hotel najpierw w Walii, a potem w Kanadzie.